# 非行少年たち
非行少年たち（ひこうしょうねん―）は、1992年10月15日に日本テレビの2時間ドラマ枠「ドラマシティ'92」で放送された、光GENJI（のうちのGENJI）主演のスペシャルドラマである。

## 概要
問題児な若者5人の、友情・恋・親子の絆をピザハウスの運営を通して描く。 
5人組はピザハウス「☆PIZZA Raiders」を開店し、ローラースケートで配達するが、後に道交法違反を指摘され走って配達する。
店のキャッチコピーは「20分でホットな愛をお届けします」だった。

## 出演
- 甲斐 城 - 諸星和己
- 伊達 聖司 - 赤坂晃
- 眉月 夏美 - 山本淳一
- 尾張 潤 - 佐藤寛之
- 古賀 勇次郎 - 佐藤敦啓
- 堺 美奈子 - 高橋かおり
- 辰巳 京一(美奈子の兄) - 大沢樹生
- 聖司の父 - 寺田農
- 聖司の母 - 加賀まりこ
- 夏美の父 - 大和田伸也
- 夏美の母 - 結城美栄子
- 眉月ヒロミ(夏美の兄) - 内海光司
- 菊田 勘兵衛 - 花沢徳衛
- 勘兵衛の妻 - 近松麗江
- 柳田刑事 - 三浦浩一
- 聖司の母の再婚相手 - 横光克彦
- 細川（商人）- 酒井敏也
- 加倉井えり
- 中根徹
- 西凜太朗

## スタッフ
- 挿入歌 - 光GENJI「愛してもいいですか」
- 原案 - 軒上泊「陽ざかりの駅」より
- 脚本 - 丸山比朗
- 監督 - 杉村六郎
- 音楽 - 渡辺博也
- 殺陣 - 佐藤正行
- 助監督 - 三好雄大
- スタジオ - 松竹大船撮影所
- プロデュース - 梅渓通彦、椿宜和
- 製作 - よみうりテレビ、松竹

| スタブアイコン | サブスタブ | この項目は、まだ閲覧者の調べものの参照としては役立たない、テレビ番組に関連した書きかけの項目です。この項目を加筆・訂正などしてくださる協力者を求めています（P:テレビ/PJ:放送または配信の番組）。 |